# San José Tlacotitlán
San José Tlacotitlán är en ort i kommunen Ozumba i delstaten Mexiko i Mexiko. Samhället hade 1 594 invånare vid folkräkningen 2020.